# Manuel Chaves González
Manuel María Chaves González, conegut com a Manuel Chaves, (Ceuta, 1945) és un polític andalús del PSOE, ministre en diversos governs socialistes, President de la Junta d'Andalusia entre 1990 i 2007 i President del PSOE entre 2000 i 2012. Fou condemnat a 9 anys d'inhabilitació per delicte continuat de prevaricació en el marc del Cas dels ERO d'Andalusia.

## Biografia
Va néixer el 7 de juliol de 1945 a la ciutat de Ceuta. Va estudiar dret a la Universitat de Sevilla, en la qual es doctorà i exercí de professor. Posteriorment fou professor a la Universitat de Bilbao i la Universitat de Còrdova.

## Activitat política
Va iniciar la seva activitat política a mitjans de la dècada del 1960 a la universitat. Durant aquesta època conegué a diversos militants antifranquistes sevillans com Amparo Rubiales, Javier Pérez Royo, Rafael Escuredo o fins i tot Felipe González.
Afiliat al Partit Socialista Obrer Espanyol (PSOE) i a la Unió General de Treballadors (UGT) des de 1968, fou candidat per aquest partit en les eleccions generals de 1977 al Congrés per la província de Cadis, aconseguint un escó i repetint en les següents eleccions consecutives fins a l'any 1990, moment en el qual abandonà la política nacional per passar a l'autonòmica.

### Política nacional
En la formació del seu segon govern, Felipe González el nomenà l'any 1986 Ministre de Treball i Seguretat Social, càrrec que va desenvolupar fins al 1990.
L'any 1988 va sofrir una vaga general, la primera en l'actual democràcia espanyola, convocada entre d'altres per la Unió General de Treballadors i Comissions Obreres a causa del seu projecte de llei consistent en l'aprovació d'una sèrie de models contractuals "en pràctiques".

### Política autonòmica
L'any 1990 va abandonar la política nacional per presentar-se com a candidat del PSOE en les eleccions autonòmiques a Andalusia, obtenint la presidència de la Junta d'Andalusia i encadenant 6 victòries (3 d'elles per majoria absoluta) consecutives.
De forma informal se'l considerà en aquells moments com un de "tres barons del PSOE" al costat de Juan Carlos Rodríguez Ibarra i José Bono, també presidents autonòmics.
El 7 d'abril de 2009 renuncià al seu càrrec de President d'Andalusia per entrar a formar part de la IX Legislatura presidida per José Luis Rodríguez Zapatero com a Ministre de Política Territorial i Vicepresident Tercer.

### Presidència del PSOE
Després de la derrota del seu partit en les eleccions generals de 12 de març de 2000, per la qual dimití Joaquín Almunia Amann com a Secretari General del partit, es feu càrrec de la Comissió Política (nom que se li va donar a la gestora). Com a president de la mateixa organitzà el 35è congrés del PSOE en el qual fou escollit Secretari General del partit José Luis Rodríguez Zapatero. En agraïment als serveis prestats al partit en tan delicada situació va ser proposat per al càrrec de President del PSOE pel mateix Zapatero l'any 2000, càrrec que cedí en el 38è congrés al també andalús José Antonio Griñán.

### Imputació i condemna
El febrer de 2015 fou imputat pel presumpte frau dels ERO a Andalusia, pel que fou condemnat a 9 anys d'inhabilitació per delicte continuat de prevaricació.